# Alexander Joseph Kolowrat-Krakowský
Hrabě Alexander „Saša“ Joseph Kolowrat-Krakowský (29. ledna 1886, Glen Ridge, USA – 4. prosince 1927, Vídeň) byl český automobilový závodník, letec a zakladatel rakouského filmového průmyslu. Závodit začal již ve studentských letech, kdy také zajel světový rychlostní rekord. Byl spolumajitelem automobilky Laurin & Klement. Jeho dobrým přítelem byl například Ferdinand Porsche, díky kterému v roce 1922 vznikl lehký automobil Sascha. V pozdějších letech založil filmové ateliéry Sascha-Film ve Velkých Dvorcích a ve Vídni a stál za vznikem několika desítek filmů jako producent i režisér. Pro film objevil i hvězdu Marlene Dietrich a režiséra Michaela Curtize, který se proslavil filmem Casablanca .

## Život
Narodil se jako nejstarší syn hraběte Leopolda Filipa Kolowrat-Krakowského (1852–1910) v Glen Ridge ve státě New Jersey, USA, kam jeho otec uprchl po nešťastném pistolovém duelu v roce 1876. Hrabě Leopold tehdy svého soupeře, knížete Wilhelma z Auerspergu, zastřelil. Jeho matka, baronka Nadine Huppmann-Valbella (1858–1942), byla dcerou bohatého tabákového magnáta. Pokřtěn byl 16. března 1886 v katolickém kostele sousedního města Bloomfield. Po táhlých soudních sporech o dědictví týneckého panství a také po udělení milosti císařskou výsostí se rodina v červnu 1887, kdy byl malému Sašovi pouhý rok, vrátila zpět do vlasti. Dětství Saša prožil obklopen týneckými dětmi a v letech 1892 až 1896 navštěvoval i místní obecnou školu.
Po roce studia na gymnáziu ve Stříbře (Mies), byl ve věku 10 let přijat na internátní římskokatolické gymnázium Kollegium Kalksburg u Vídně. Učil se německy, anglicky, latinsky, řecky a francouzsky. Maturitu složil na vídeňském gymnáziu Theresianum v roce 1904. Na přání svého otce nastoupil na katolickou univerzitu v belgické Lovani (Leuven), studiu se ale příliš nevěnoval. Přestože se jej hrabě Leopold snažil motivovat kurzy na školách v Anglii a Švýcarsku, mladý Saša se raději intenzivně věnoval tréninku na závody. Studia ukončil v roce 1907 a posléze nastoupil jako jednoroční dobrovolník do 13. dragounského pluku prince Evžena Savojského.
Již během studií se mladý hrabě zamiloval do motocyklů, automobilů a závodění. Lásku k rychlé jízdě pak doprovázelo i několik pokut nejen za překročení rychlosti, ale i chybějící osvětlení vozu či registrační značky. Druhou část jeho života pak tvořila fotografie, kterou objevil během služby v armádě díky Oskaru Berkovi, jednomu z nejlepších fotografických laborantů v monarchii, a o dva roky později pak i film. Díky svým úspěchům si nejprve vysloužil přezdívku hrabě Kilowatt, později Der Kinograf.

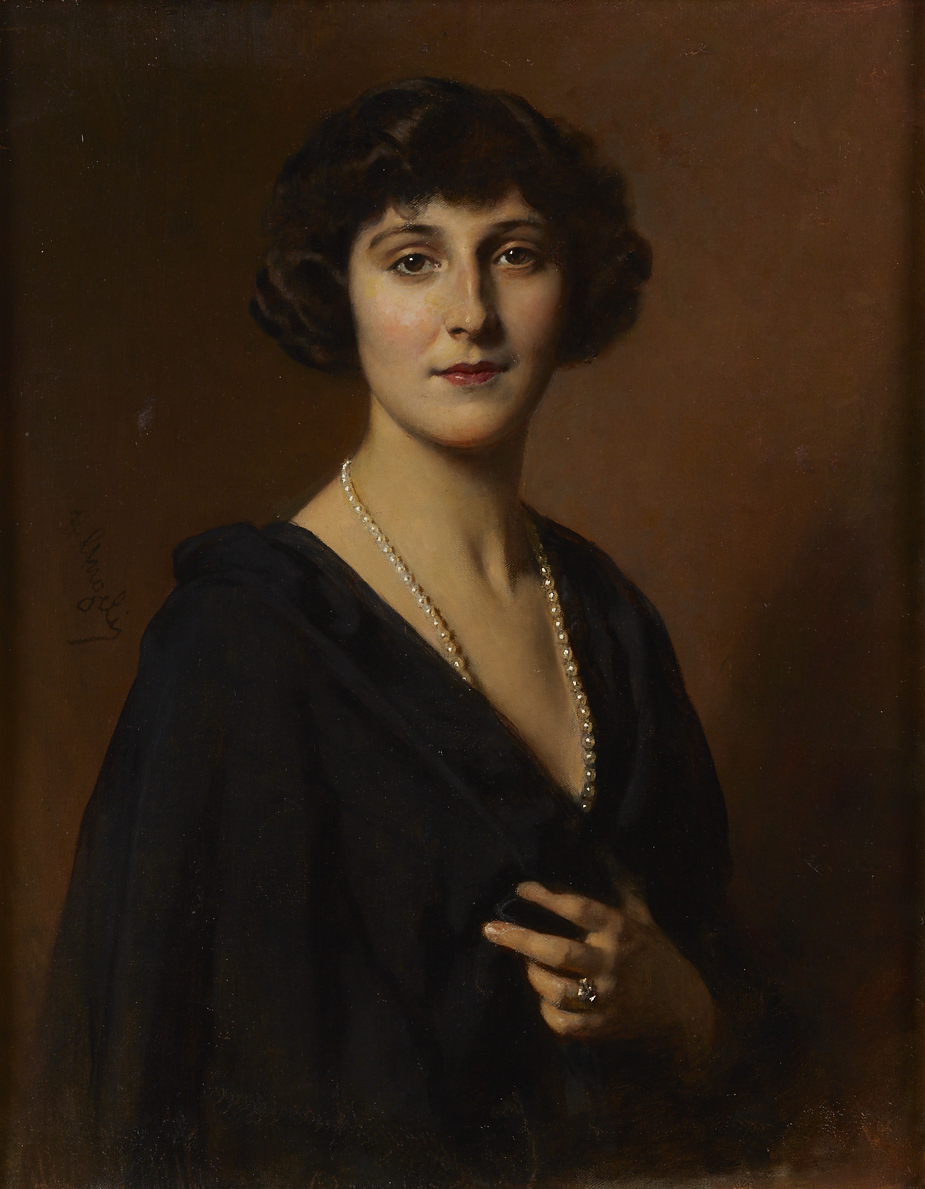
Sophia Nikolajevna Kolowrat-Krakowská, rozená kněžna Trubecká

Hrabě Alexander, kterému neřekli jinak než Saša (něm. Sascha), se oženil 30. dubna 1923 ve svatoštěpánském chrámu ve Vídni. Jeho manželství s kněžnou Sofií Nikolajevnou Trubeckou, dcerou carského generálmajora Nikolaje Andrejeviče Trubeckého a Isoliny Heinrichovny Moreno, však zůstalo bezdětné. Ještě v témže roce utrpěl hrabě Saša zranění při havárii svého vozu v Alpách. Když byl převezen do nemocnice v Simmeringu, byla mu zjištěna rakovina pankreatu.[zdroj?] Na jaře 1927 u něho propukla žloutenka, léčil se v Karlových Varech, v létě byl operován a pak se zotavoval v lázních Semmering. V prosinci 1927 boj s rakovinou prohrál ve vídeňském sanatoriu Loew a zemřel tak ve věku 41 let. Poslední rozloučení se konalo 5. prosince 1927 v kostele Panny Marie u Skotů ve Vídni a 8. prosince byly ostatky uloženy do rodinné hrobky v Týnci.

## Majetek
V roce 1910 po smrti otce zdědil rodový majetek. Zatímco fideikomisní panství Velké Dvorce a Košátky spravoval sám, fideikomisní panství Týnec-Běšiny svěřil do správy mladšímu bratru Bedřichovi. Jeho majetku se dotkla pozemková reforma. Z velkostatku Velké Dvorce zůstal dvůr Velké Dvorce, zámek Velké Dvorce a zámek Diana, lesy a rybníky. Ze čtrnácti dvorů velkostatku Týnec-Běšiny zůstaly jen zemědělské dvory v Týnci a Lomci, vápenka v Loretě, cihelna ve Vacovech, zámek v Týnci a Kolowratská hrobka. V roce 1924 byl velkostatek Košátky se zámkem prodán rodině Otakara Čapka.

## Automobily

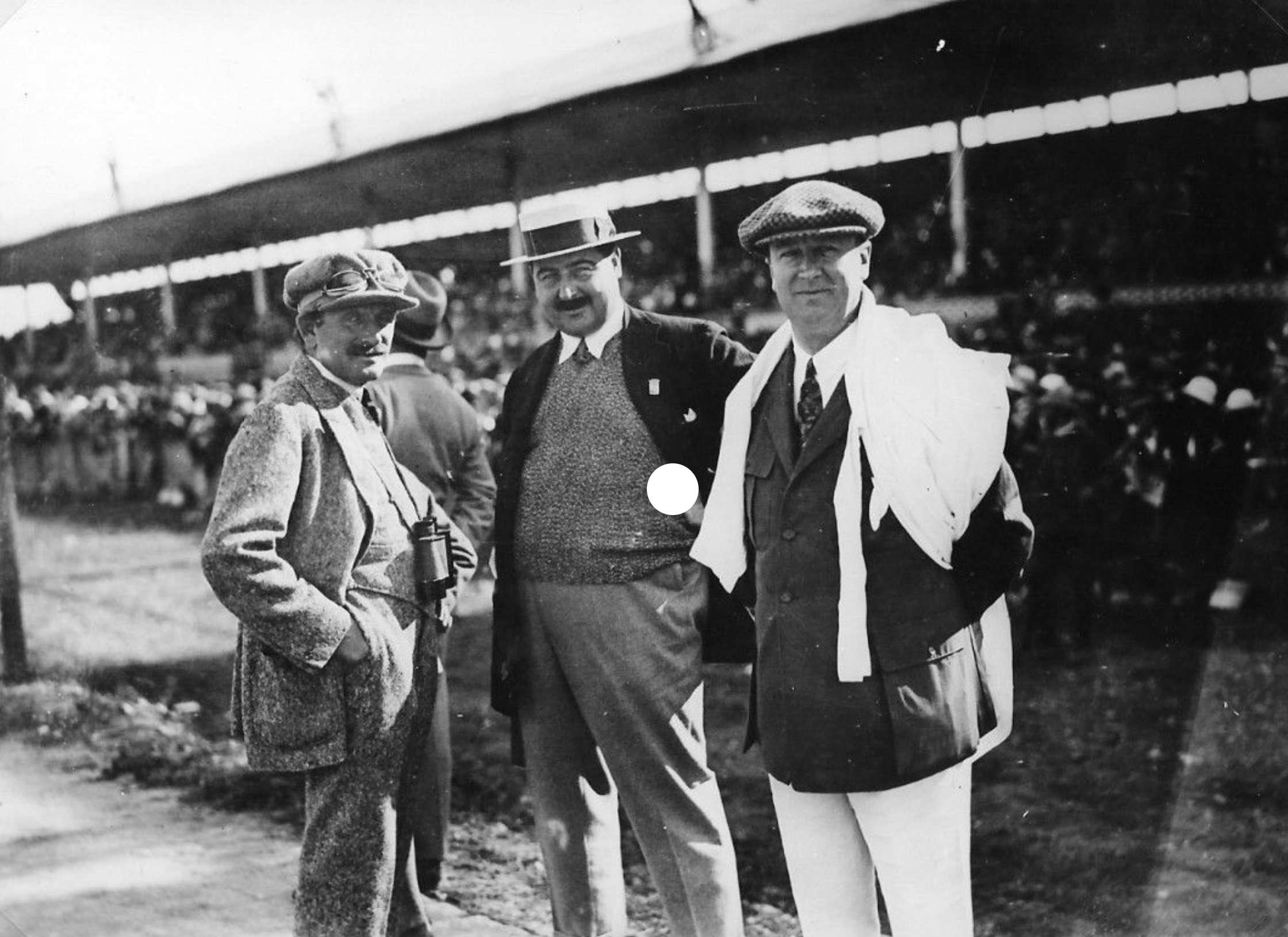
Ferdinand Porsche, Alexander Kolowrat-Krakowský, Ettore Bugatti

Přestože jako teprve čtrnáctý v pořadí v celém Rakousku-Uhersku složil pilotní zkoušky a byl jedním z prvních, kdo si v Čechách koupil letadlo, jeho největší životní láskou se stal automobilismus. Jeho brzké úspěchy se objevovaly i v médiích, mimo jiné i v Allgemeine Automobil-Zeitung, Cycling & Moting či The Motor. Od mladých let se také přátelil s Václavem Klementem a Ferdinandem Porsche. V pozdějších letech se pak stal akcionářem automobilek Laurin & Klement (akcie podědil po svém otci) i Austro Daimler-Motoren AG.
V roce 1902 dostal Saša od svého otce kolo, které o pár let později vyměnil za motocykl od matky. Hrabě Leopold se synovou zálibou v závodění nesouhlasil, přesto mu daroval motocykl značky Laurin & Klement, který si Saša nechal upravit. Sám hrabě Leopold se v roce 1903 stal členem Rakouského automobilového klubu, o rok později dokonce jeho místopředsedou. Byl také jedním z organizátorů mezinárodní automobilové výstavy ve Vídni a členem zakládající komise organizace Association Internationale des Automobile Clubs Reconnus (AIACR) v Paříži.
Již během středoškolských studií si mladý hrabě zamiloval motocykly a od svých 17 let navštěvoval automobilku Laurin & Klement, za kterou také později závodil. Protože jeho rodina tomuto sportu nepřála, skrýval se pod různými pseudonymy. Svůj první závod Praha–Písek, který pořádal Český klub motocyklistů, odjel v roce 1904 na motocyklu Laurin & Klement. Stejné značky se držel i při závodě Coupé Internationale v Pacově v roce 1906.

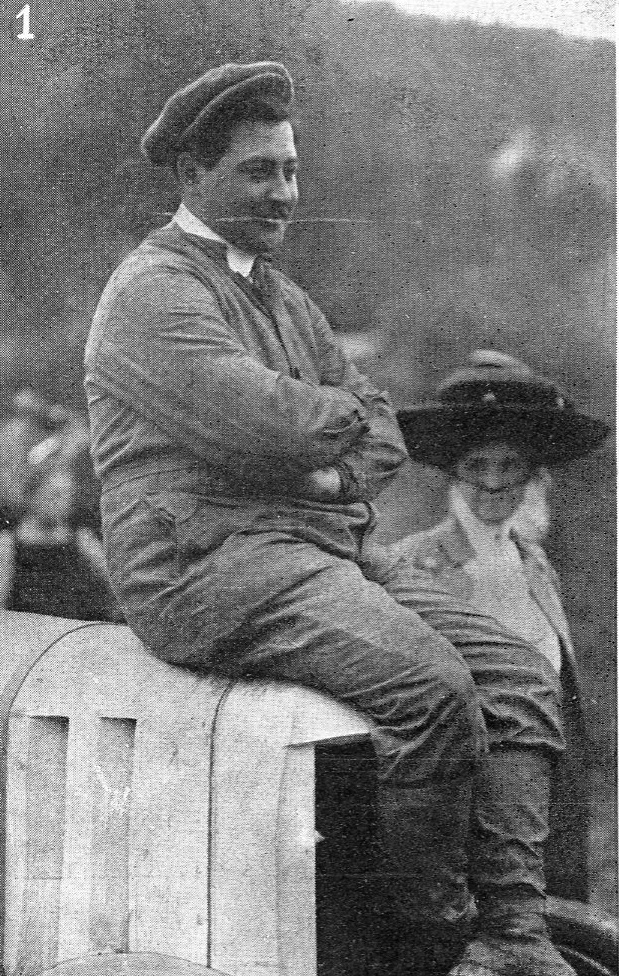
Saša Kolovrat na svém závodním automobilu

V roce 1906 dostal Saša od otce své první auto. Přestože ho jeho otec, ve snaze zabránit mu v dalším závodění, poslal na studia chovu dobytka do Švýcarska, mladý hrabě se své záliby nevzdal. Zatímco doprovod přidělený otcem posílal domů předem připravené pohlednice, Saša trénoval na závod do vrchu Gaillon. Pod pseudonymem Donald nejen zvítězil, ale dokonce vytvořil dlouho nepřekonaný traťový rekord v čase 1 minuty a 24 sekund. Po zveřejnění fotografie v novinách se hrabě Leopold s koníčkem svého syna smířil a dále mu nebránil. V 1908 pak Saša dosáhl ještě jednoho rekordu, kdy na okruhu v Brooklands (Surrey, Spojené království) dosáhl tehdy neuvěřitelné průměrné rychlosti 112, 26 km/hod. V listopadu následujícího roku se pak Saša stal řidičem vozu Laurin & Klement s novým osmiválcovým motorem, který byl automobilkou vyslán na propagační cestu z Mladé Boleslavi do Paříže a jejímž cílem byl Pařížský autosalon v Grand Palais.
V roce 1909 byl členem vítězného týmu Laurin & Klement na trase Vídeň–Terst, krátce nato pak zvítězil v závodě do vrchu Ries ve třídě do dvou litrů a na Simmeringu se umístil jako druhý za svým přítelem Ottou Hieronymem. V témže roce se účastnil také slavné soutěže o cenu prince Jindřicha, na jejímž startu bylo celkem 109 vozů. Na trati Berlín–Vratislav–Tatry–Budapešť–Vídeň–Salcburk–Mnichov dlouhé 2 000 km získal v jedné z rychlostních zkoušek druhé místo. O rok později dojel druhý i v závodě Zbraslav–Jíloviště. V několika dalších letech se úspěšně účastnil i závodů Petrohrad–Sevastopol, soutěže o Kavkazský pohár, v níž se stal absolutním vítězem, hvězdicové jízdy ve španělském San Sebastianu či jízdy Tatry–Adrie.

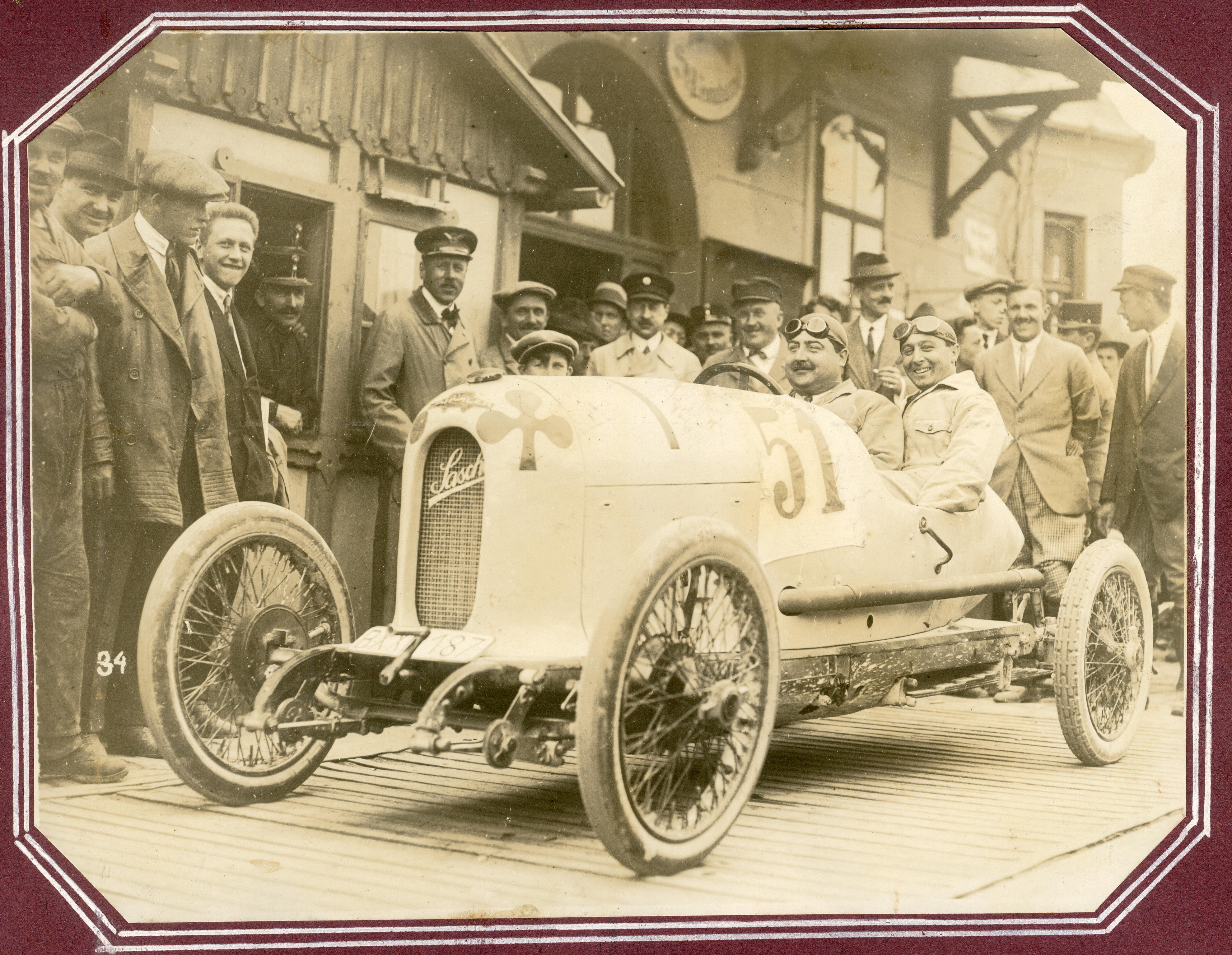
Alexander Kolowrat-Krakowský při závodu v Ries

Za zmínku stojí i Sašova cesta na závod do vrchu Gaillon v roce 1908. Auto z dílny Laurin & Klement bylo posláno vlakem, mladý hrabě se pak vydal na cestu automobilem, na níž ho doprovázel mechanik Krutský. Zastavili se například na dva dny v Plzni na pivo a šunku, v Mnichově na návštěvu 60 pivnic, ve Frankfurtu na párky, ve Štrasburku na pečeni, v Bruselu na krevety a v Rouenu na ústřice. Když dorazili do Paříže dva dny před závodem, mladý hrabě zjistil, že mu došly peníze, které na závod potřeboval. Potřebné finanční prostředky mu půjčila jeho teta Františka Xaverie hraběnka Kolowrat-Krakowská, kterou jízda automobilem nadchla. Samotný závod pak popisuje kniha Dědeček automobil od Adolfa Branalda.
Před válkou se hrabě Saša zúčastnil mnoha dalších závodů, mimo jiné i Alpské jízdy, kterou s týmem Laurin & Klement pětkrát vyhrál, a společně se tak v roce 1914 stali držiteli do té doby putovního poháru.
V roce 1920 opět vzrostla poptávka po automobilových závodech. Jako divák se zúčastnil Grand Prix v Le Mans, poté se objevil na okružním závodě Karlovy Vary – Mariánské Lázně – Sokolov – Karlovy Vary, který byl vůbec prvním pořádaným na českém území. Na svém vlastním stroji Laurin & Klement si dojel pro první místo ve své třídě. Finančně pak podpořil závody na okruhu v Guggingu, kde také vypsal Kolowratovu stříbrnou cenu pro vítěze kategorie cyclecarů, či závody v Semmeringu.
Po roce 1920 pak také finančně podporoval výrobu Laurin & Klement, která se po válce nebyla schopna opět vrátit k civilní produkci. V následujících letech se pak hrabě snažil automobilku zachránit a hledal společníka, s nímž by mohl továrnu opět postavit na nohy. Jelikož společníka nenašel, v roce 1925 došlo k fúzi Laurin & Klement se Škodovými závody.
V automobilce Austro Daimler-Motoren AG, kde byl od roku 1921 nejen akcionářem, ale i členem správní rady, pak zaplatil vývoj a výrobu lehkého sportovního vozu Sascha, a to i přes nevoli ředitele firmy.
Během svých několika cest do USA hrabě navštívil i Fordovy továrny. Sašovým snem bylo vytvořil dostupný lidový vůz, jaký nabízel právě Ford. Své poznatky a nápady pak sdílel se svým přítelem Ferdinandem Porsche, konstruktérem automobilky Austro Daimler-Motoren AG. I přes veškerou snahu a jednání například i s automobilkou Citroën se Sašův sen o malém lidovém voze nesplnil.
Ernst Piëch, dědic automobilky Porsche, na hraběte Sašu vzpomíná takto:
"Sascha Kolowrat se vrátil z Ameriky a řekl mému dědovi: “Proč pořád děláš tak těžká auta? Proč jsi ještě nepostavil nějaké menší mrštné auto, jako to dělá Ford?" A tak jsme začali stavět malá auta.” 

### Automobil Sascha

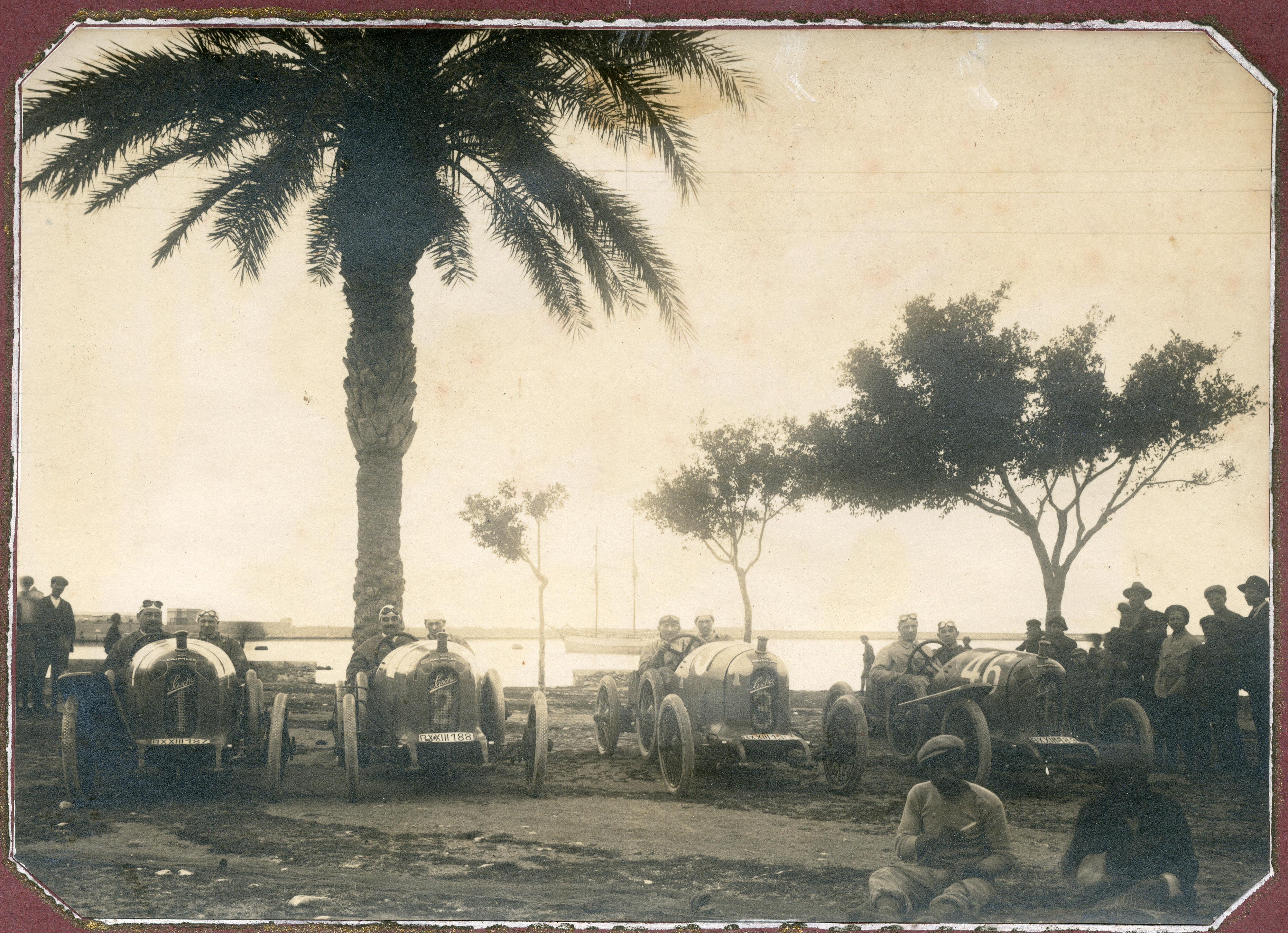
Vozy na závodě Targa Florio

Po první světové válce se Ferdinand Porsche rozhodl sestrojit malý závodní vůz pro svého přítele Sašu Kolowrata. Původně měl mít vodou chlazený čtyřválcový motor s obsahem 1098 cm³ (68 cm vrtání a 75 cm zdvih) a váhu jen 775 kg. I to bylo na tehdejší poměry značně málo, přesto se Porsche rozhodl této výzvě postavit a v práci pokračovat. Vznikl tak lehký sportovní vůz Austro-Daimler o váze pouhých 598 kg se dvěma vačkovými hřídelemi v hlavě.
Poprvé tento automobil odstartoval 2. dubna 1922 na závodě Targa Florio na Sicílii. Na 42 závodníků čekalo 432 km, 6 000 zatáček a maximální stoupání 12,5 %. V kategorii sériových vozů do 1100 cm³ zvítězil Fritz Kuhn s časem 8:19:48, na druhém místě skončil Lambert Pöcher s časem 8:20:37, oba s vozy typu Sascha. Do cíle závodu dojelo pouze 26 závodníků. Saša Kolowrat se sám vlastní chybou ze závodu vyřadil.

### Jízda Saši Kolowrata
K uctění památky hraběte Alexandra se každoročně koná sraz historických vozidel s okružní jízdou v okolí hradu Přimda a s návštěvou sousedních měst v Bavorsku. Stokilometrovou jízdu pořádá Auto moto veterán klub Černý les a zaštiťuje ji rodina Kolowrat-Krakowský.

### Úspěchy v motocyklových závodech
Hrabě Alexander jezdil především s motocykly z dílny Laurin & Klement, v několika závodech ale nastoupil i na stroji značky Puch.

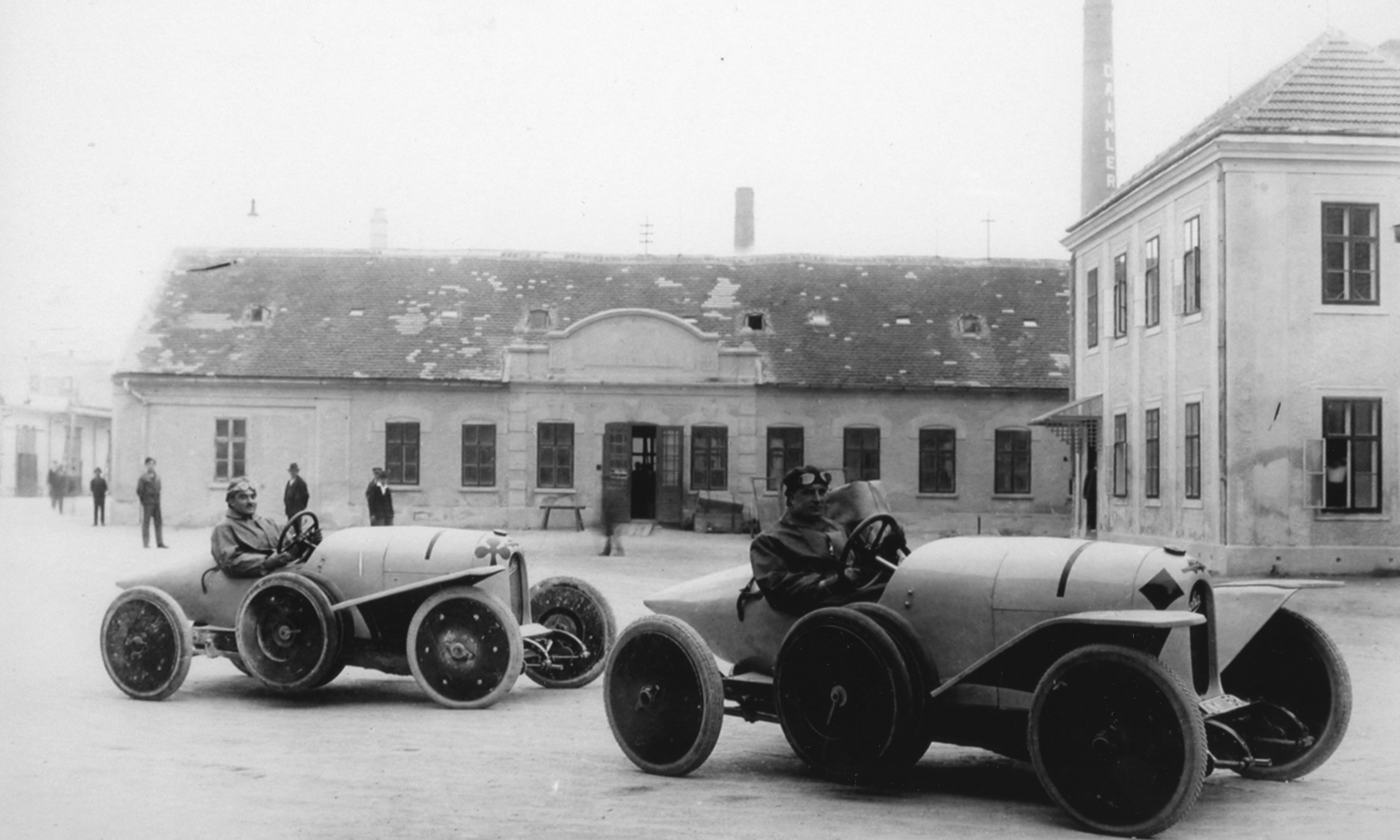

- 1904, říjen Praha–Písek (9. místo, pod pseudonymem „hrabě Klatovský“)
- 1905, září Semmering (3. místo)
- 1906, září Semmering (1. místo)
- 1906 Herbst-Prüfungs Fahrt (1. místo)
- 1907, červen Riesberg (1. místo v kategorii amatérů + 1. místo v kategorii továrních jezdců do 5,5 koňských sil)
- 1907 Semmering (3. místo)
- 1908, září Semmering (3. místo)
- 1911, duben Zbraslav–Jíloviště (3. místo)

### Úspěchy v automobilových závodech

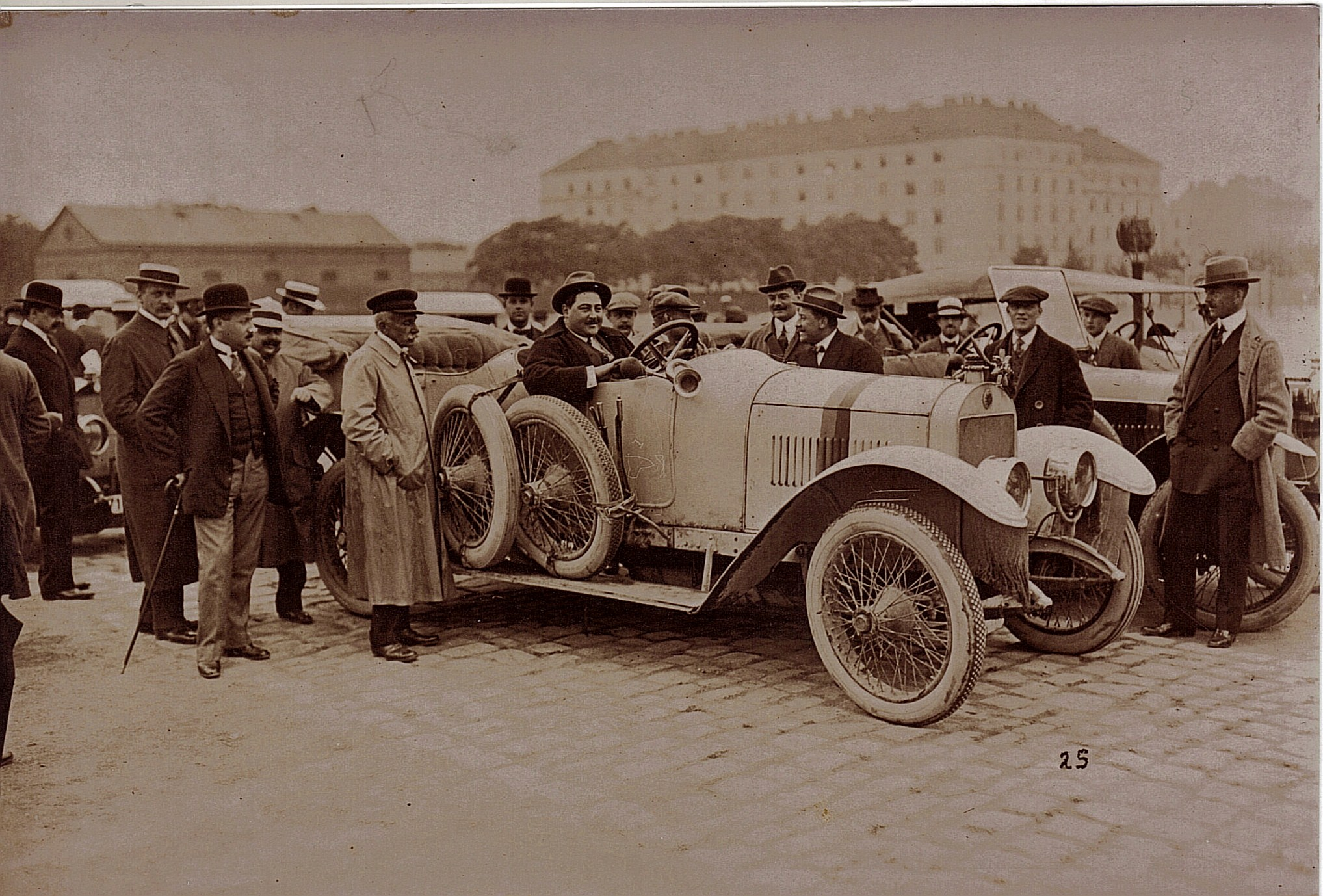
Tým automobilky Laurin & Klement před startem Alpské jízdy ve Vídni

Před válkou byly hlavními závodními stroji Saši Kolowrata automobily značky Laurin & Klement. Po válce pak závodil se svým starým vozem z dílny Laurin & Klement, automobily značek Wanderer, Austro-Daimler či Sascha.
- 1907 Semmering (1. místo)
- 1908, březen Zbraslav–Jíloviště (1. místo)
- 1908, duben Padova–Bovolenta (nejrychlejší čas)
- 1908, květen Riesberg (1. místo)
- 1908 Bosenská jízda (bez trestných bodů, s rychlostním rekordem v měřeném úseku na průsmyku Ivanpass)
- 1908, červen Petrohrad–Moskva (1. místo s týmem Laurin & Klement)
- 1908, září Semmering (3. místo)
- 1908, říjen Gaillon (1. místo + titul „král evropských vrchařů“, který byl všeobecně uznávaný jako nejlepší závodník roku; pod pseudonymem „Donald“)[6]
- 1909, květen Riesberg (1. místo)
- 1909, červen Cena prince Jindřicha (2. místo v rychlostní zkoušce)
- 1909 Zkušební jízda lehkých vozů pod záštitou Rakouského automobilového klubu (1. místo s týmem Laurin & Klement)
- 1909, září Semmering (2. místo)
- 1910, červen Alpská jízda
- 1911, duben Zbraslav–Jíloviště (2. místo)
- 1911, květen Alpská jízda
- 1911, září Petrohrad–Sevastopol (1. místo s týmem Laurin & Klement)
- 1911, září Kavkazský pohár (1. místo)
- 1911, září Opčina u Terstu (1. místo)
- 1911 Průmyslová cena prince Ericha Thurn-Taxise (s týmem Laurin & Klement)
- 1911 Opava – Moravská Ostrava (1. místo)
- 1912 Rallye Monte Carlo
- 1912, červen Alpská jízda
- 1912 Hvězdicová jízda v San Sebastian (4. místo)
- 1913, březen Tour de France
- 1913, květen Velká jízda spolehlivosti Od Tater k Adrii (1. místo + cena Csomeczyho, cena města Rijeky, cena Zsolnayova v jednotlivých etapách)
- 1913, červen Riedeberg (1. místo)
- 1913, červen St. Pölten (1. místo)
- 1913, červen Alpský pohár (3. místo + cena Terstského autoklubu, cena Vídeňského autoklubu pro nejlepšího jezdce)
- 1913, září Semmering (1. místo)
- 1914, květen Karpatská jízda (absolutní vítěz)
- 1914, červen Alpská jízda (trvalý zisk do té doby putovního poháru)

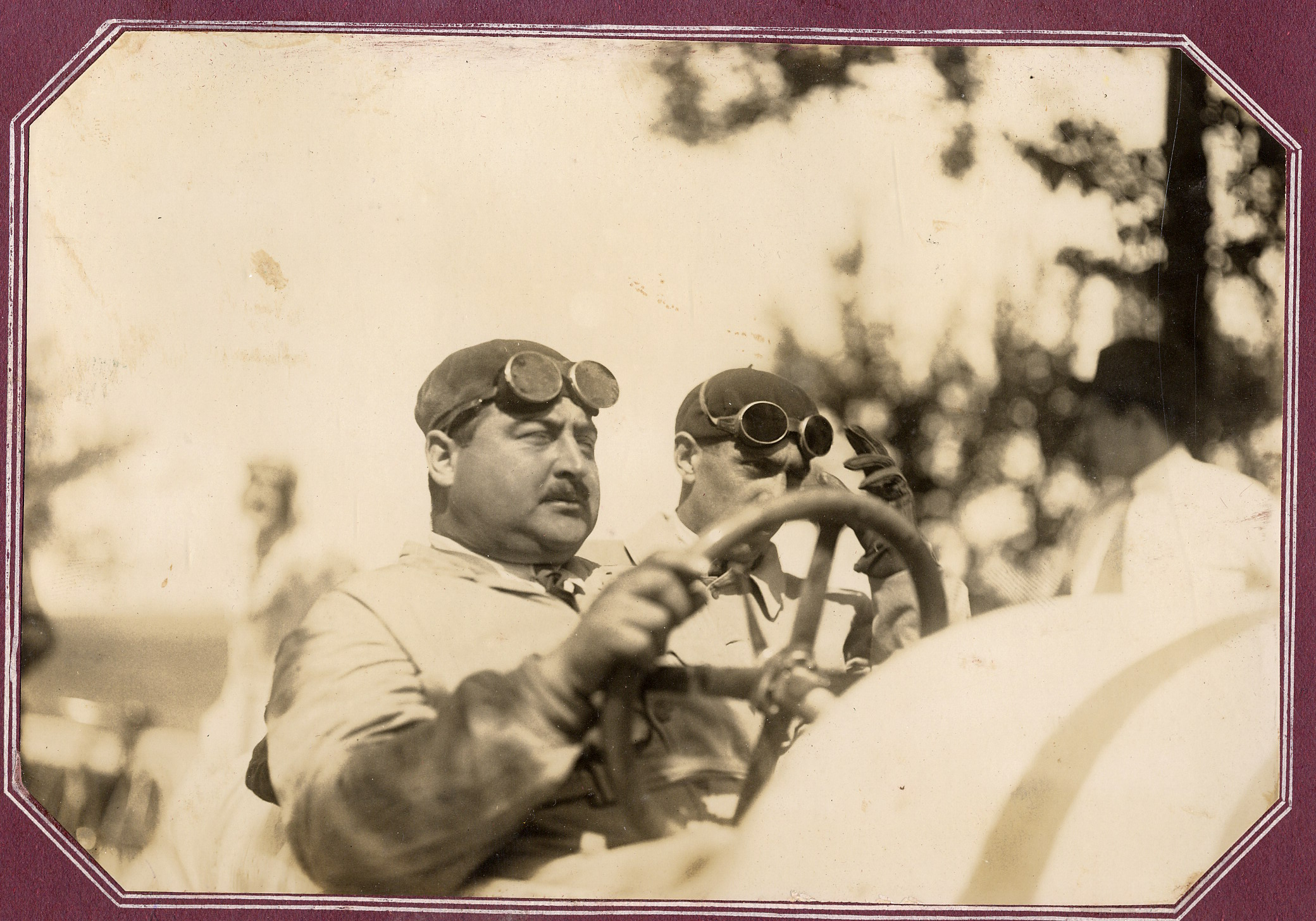
Alexander Kolowrat-Krakowský při závodu v Riedebergu

- 1920, září rychlostní závod Karlovy Vary – Bečov – Mariánské Lázně – Cheb – Sokolov – Karlovy Vary (1. místo)
- 1920, září Semmering (1. místo)
- 1921 Zbraslav–Jíloviště (1. místo společně s M. Bondym)
- 1921, červen Riedeberg
- 1921, červenec druhý automobilový závod podél hranic Československé republiky
- 1921, září Semmering (1. místo)
- 1921 Grand Prix Itálie (10. místo)
- 1922 Targa Florio (závod nedokončil)
- 1925, září Semmering

## Film
Filmový průmysl hraběti Alexanderovi učaroval již v roce 1909, kdy se poprvé setkal s francouzským filmařem Charlesem Pathém. Když po smrti svého otce v roce 1910 převzal správu nad majetkem v Čechách, založil na zámku ve Velkých Dvorcích filmové ateliéry. Do jeho filmařského týmu nejprve patřili jeho přátelé, například Josef Zeitlinger, Emanuel Kabath či Ludwig Schaschek, později i Karel Freund, Hans Theyer nebo Lambert Pöcher. Hrabě sám se nejprve věnoval i režii a kameře, od roku 1914 pak pouze produkci, případně umělecké režii.
V roce 1911 jeho tým vytvořil první rakouský profesionálně natočený dokument Těžba rudy ve štýrském Erzbergu. Zájem publika byl značný, kritika pozitivní. Mezi další tvorbu z této doby patří i reportáž o svatbě arcivévody Karla se Zitou von Bourbon-Parma, křest válečné lodi Tegethoff, automobilovou cestu rakouskými Alpami a několik cestopisných filmů o krásách Dalmácie, Dolomit, hradu Kreuzenstein, Gardského jezera či Vídně.
Kvůli špatnému osvětlení ateliérů ve Velkých Dvorcích nebylo několik prvních hraných filmů, grotesek, z roku 1912 zveřejněno. V témže roce v zámku vypukl požár, který mělo na svědomí zpracovávání extrémně hořlavé nitrocelulózy. Ateliéry proto byly přesunuty do Vídně, kde byla založena produkční společnost Sascha-Filmfabrik (později Sascha-Film a Sascha Filmindustrie). Hlavním dílem tohoto roku byl déletrvající hraný film Císař Josef II., který poprvé výrazněji zaujal jak publikum, tak kritiku. V následujícím roce se v kinech objevily tři osmiminutové filmy, světově úspěšný snímek Milionový strýček s Alexanderem Girardim v hlavní roli a dva reklamní filmy.
Během I. světové války byl Saša společně se svým bratrem Bedřichem přidělen k vojenské automobilové jednotce. V roce 1914 pak získal císařský souhlas k natáčení válečných týdeníků a propagačních a instruktážních filmů. Týdeníky byly u publika úspěšné, proto byl Saša o rok později převelen do válečného tiskového střediska, kam přivedl i několik svých bývalých spolupracovníků. V době, kdy byl během války zpět ve Vídni, pak produkoval nejen válečné, ale i zábavné filmy, které divákům pomáhaly uniknout od kruté reality. V roce 1916 také vytvořil záznam státního pohřbu císaře Františka Josefa I. Během tří dnů a nocí vzniklo 255 kopií tohoto záznamu, což bylo na tehdejší dobu velmi vysoké číslo.

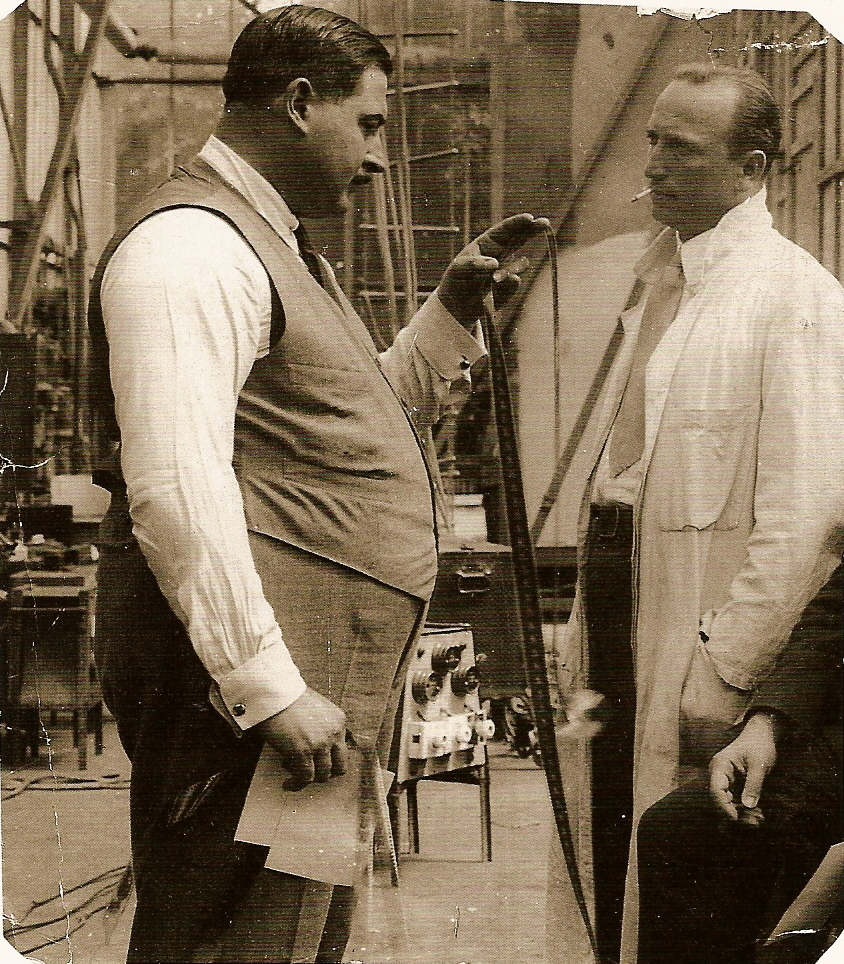
Saša Kolowrat při práci ve filmových ateliérech, cca 1915/1916

V březnu 1916 hrabě zakoupil velkou kovovou konstrukci leteckého hangáru, kterou nechal z Düsseldorfu přestěhovat do Vídně. Na území Rakouska-Uherska tak vznikl první plně profesionální filmový ateliér. Téhož roku se Saša seznámil s otcem německého filmu Oskarem Messterem. Společně tak založili společnost Sascha-Messter Film, která v letech 1917–8 vyprodukovala na 60 zábavných němých snímků. Sašův kapitál v roce 1918 koupila společnost Universum-Film AG.
Dne 10. září 1918 došlo ke sloučení společností Sascha-Film a Phillipp & Pressburger v Sascha Filmindustrie AG. Základní kapitál nové společnosti byl 4 000 000 korun. Posléze byla k produkčně-distribuční společnosti připojena i firma Collegia se sítí biografů ve Vídni, Bělehradě, Bukurešti, Budapešti, Varšavě a Praze. O rok později pak Saša a Pressburger založili distribuční společnost Herz Film Corporation, s níž získali zastoupení pro distribuci filmů Paramount Pictures i mimo Rakousko.
V prosinci roku 1921 Sascha Filmindustrie AG kupuje národní distribuční společnosti ve Švýcarsku, Dánsku, a Finsku a navyšuje základní kapitál ze 4 milionů na 30 milionů korun.
V roce 1922 přišel do kin velkofilm Sodoma a Gomora. Na tříleté přípravě se podílely tisíce řemeslníků, architektů, malířů, sochařů, pyrotechniků, krejčích, maskérů a dalších. Pro tuto práci byly povětšinou najímání mladí nezaměstnaní lidé. V jedné scéně se objevovalo v průměru 300 až 500 herců, v davových scénách pak až 3000 lidí. Rozpočet filmu se vyšplhal na pětinásobek původní částky. Při závěrečné pyrotechnické scéně došlo k nešťastnému incidentu, při němž bylo několik zraněných a mrtvých. Hlavní pyrotechnik byl odsouzen k 10 dnům vězení a pokutě 500 000 korun, kterou uhradil hrabě Kolowrat. V listopadu Sascha Filmindustria navyšuje základní kapitál na 60 milionů.
V červenci roku 1924 došlo k opětovnému navýšení základního kapitálu na 400 000 000 korun. Toto navýšení základního kapitálu souviselo s přípravou několika velkofilmů a s pokračující hyperinflací v Rakousku.
V roce 1924 byly do evropských kin uvedeny čtyři filmy z produkce Sascha Filmindustrie. Posledním z nich byl velkolepý historický snímek Die Sklavenkönigin (v USA uveden pod názvem Moon of Israel), jehož premiéra proběhla 24. října v prestižním vídeňském biografu EOS, který byl pro slavnostní uvedení filmu tematicky vyzdoben sochami staroegyptských bohů a bojovníků. Děj filmu inspirovaný vyvedením izraelitů z Egypta, popisuje milostný příběh židovské otrokyně Merapi a prince Setha, syna faraona Menapta. Náročná byla především závěrečná scéna splynutí Rudého moře, při níž bylo v obrovské dřevěné konstrukci více než 100 000 litrů vody, které se přelily do dřevěného žlabu. Pro rozdělení vodní masy byl pak záběr puštěn pozpátku. Režisérem filmu byl Michael Curtiz, hlavní roli získala Maria Korda, manželka režiséra Alexandera Kordy. Celkové produkční náklady na filmu údajně přesáhly částku 1,5 miliardy korun, davových scén se účastnilo přes 5 000 herců a komparzistů. Za poskytnuté úvěry ručil hrabě Saša svým osobním majetkem. Velkofilm byl velmi kladně přijat jak evropskou a americkou kritikou, tak diváky.
Hrabě Saša stál za vznikem několika desítek filmů, z nichž čtyři krátké dokonce sám režíroval. Pro film objevil několik hvězd včetně režiséra filmu Casablanca Michaela Curtize, režiséra maďarského původu Alexandera Kordy a hereček Marlene Dietrich, Anny Ondrákové a Lucy Doraine. Evropskému filmu také představil první komickou dvojici Cocl & Seff v podání Rudolfa Waltera a Josefa Holuba, kteří společně účinkovali ve filmech až do roku 1922. Herce a umělecké pozice hrabě platil nadstandardně – v roce 1915, kdy byla běžná měsíční odměna hlavní role 150 korun, platil 200 korun, v roce 1918 pak 400 korun.

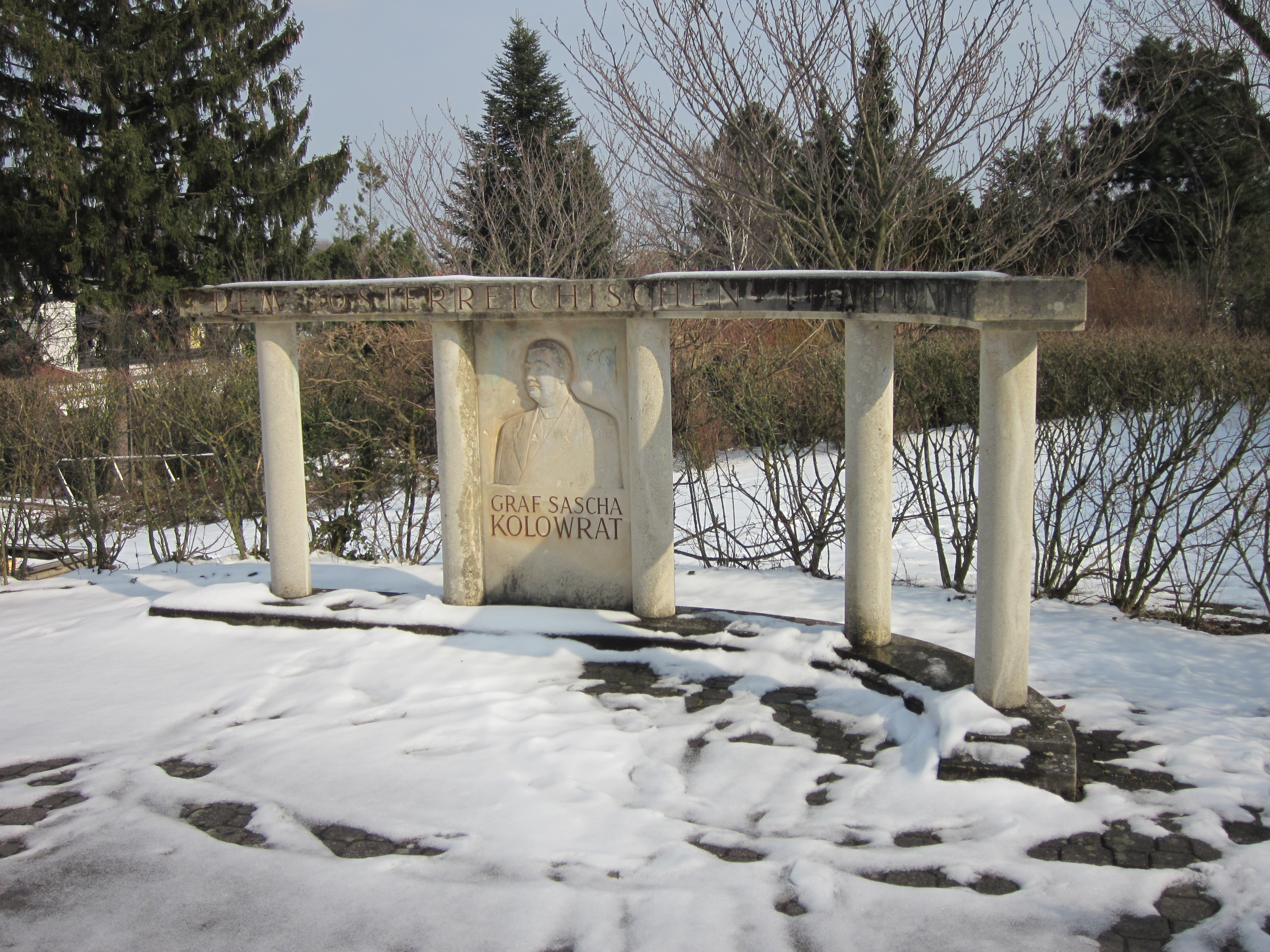
Památník v místě filmového studia ve vídeňské čtvrti Sievering

Na jeho počest byl na místě, kde ve Vídni stávaly ateliéry Sascha-Filmindustrie, vztyčen jeho pomník a jedna z ulic ve čtvrti Favoriten nese název Kolowratgasse.

### Produkce
- 1912 Die Gewinnung des Erzes am steirischen Erzberg in Eisenerz
- 1912 Kaiser Joseph II.
- 1912 Bozen mit dem Luftkurort Gries
- 1912 Pampulik kriegt ein Kind (krátký film)
- 1913 Pampulik hat Hunger (krátký film)
- 1913 Der Millionenonkel
- 1915 Das andere Ich
- 1915 Der Schusterprinz
- 1916 Wien im Krieg
- 1917 Der Diebstahl
- 1917 Der Mann mit der Maske
- 1917 Wenn die Liebe auf den Hund kommt
- 1918 Das Baby (krátký film)
- 1918 Das Nachtlager von Mischli-Mischloch
- 1918 Der Märtyrer seines Herzens (jako Alexander Graf Kolowrat)
- 1918 Don Juans letztes Abenteuer
- 1918 Fred Roll
- 1918 Ihre beste Rolle
- 1918 Der Mandarin
- 1918 Um ein Weib
- 1919 Der Umweg zur Ehe
- 1919 Little Pitsch als Meisterdetektiv (krátký film)
- 1920 Das verunglückte Erbe (krátký film)
- 1920 The Prince and the Pauper
- 1922 Herren der Meere
- 1922 Le sixième commandement (jako Sascha Kolowrat)
- 1922 Sodom und Gomorrha
- 1923 Fräulein Frau
- 1923 Nameless
- 1922 Harun al Rashid
- 1923 Der junge Medardus
- 1924 Die Sklavenkönigin
- 1925 Das Spielzeug von Paris
- 1924 L'Esclave Reine
- 1927 Café Elektric
- 1927 Die Pratermizzi
- 1927 Trois nuits d'amour (jako Sascha Kolowrat)

### Režie
- 1912 Pampulik kriegt ein Kind (krátký film)
- 1912 Pampulik als Affe (krátký film) (jako Alexander Graf Kolowrat)
- 1912 Kaiser Josef II. (krátký film) (jako Alexander Graf Kolowrat)
- 1913 Pampulik hat Hunger (krátký film)